# Emil Mayer
Emil Mayer (5. října 1871, Nový Bydžov — 8. června 1938 ve Vídni) byl rakouský právník a fotograf.

## Životopis
V letech 1891 až 1896 studoval Mayer právo na vídeňské univerzitě. V roce 1896 získal titul doktor práv. V roce 1894, ještě jako student, konvertoval ze židovské komunity ke katolicismu. Po studiích se usadil ve Vídni, kde pracoval jako právník. Jeho první fotografická zkušenost byla amatérská, byl členem několika vídeňských fotografických asociací zaměřených na uměleckou fotografii. Mayer také napsal učebnici a získal několik patentů. Byl čestným členem mnoha domácích i zahraničních fotoklubů. Nakonec opustil advokátní kancelář, ve které pracoval, a založil společnost pro fotografické technologie s názvem Drem Office. Mezi jeho umělecké fotografie patří dokumentární obrazy Wienerstraße. Aby unikl perzekuci před nacistickým režimem po anexi Rakouska v březnu 1938, spáchali s manželkou 8. června 1938 sebevraždu.

## Publikace
- Bromöldruck und -Umdruck. (Enzyklopädie der Photographie; 81). 10. a 11. ergänzte Auflage. Knapp, Halle (Saale) 1927 (Digitalisat)

## Galerie

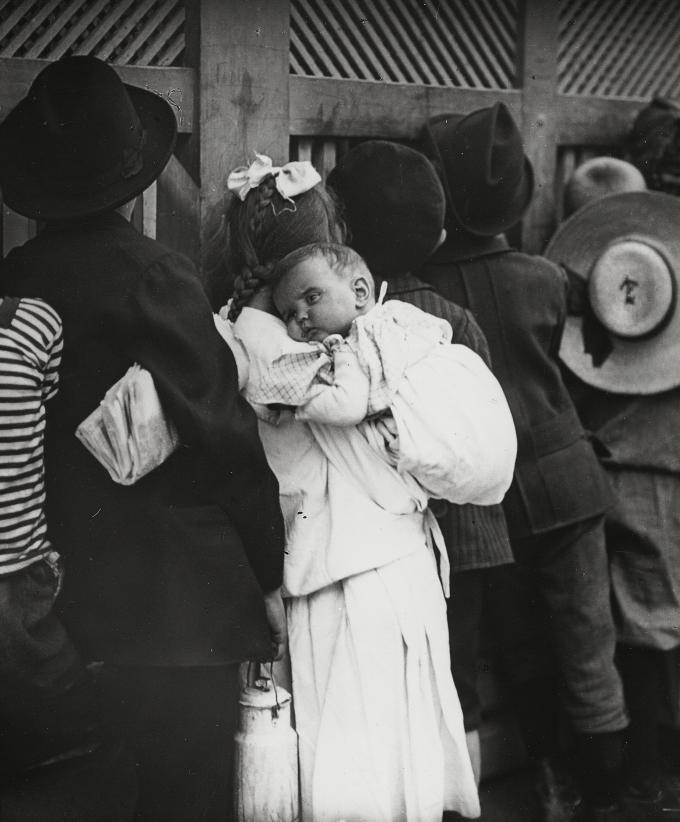
Z knížky Damals in Wien. Menschen um die Jahrhundertwende Photographien von Emil MayerDamals in Wien. Menschen um die Jahrhundertwende Photographien von Emil Mayer. 1905-1914
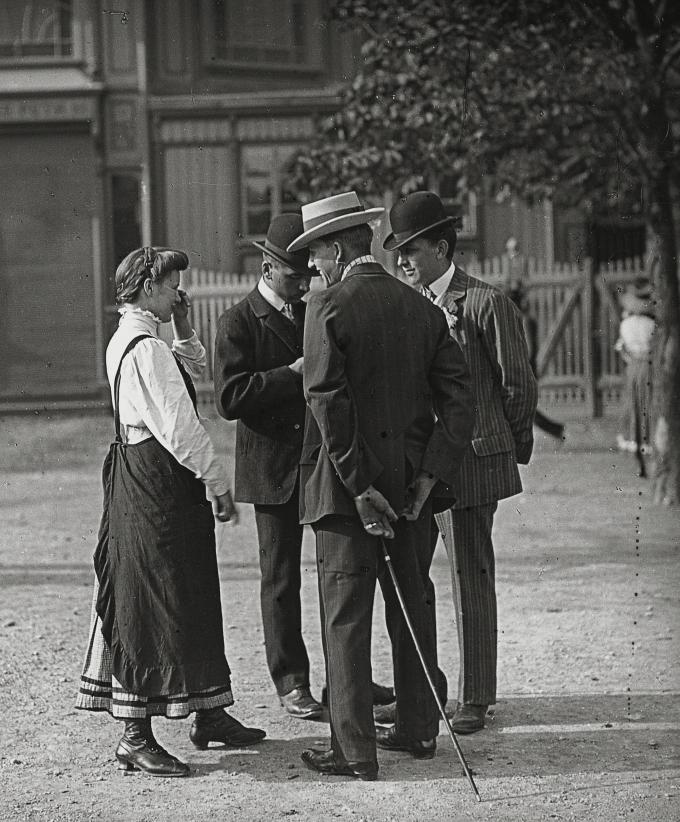
Z knížky Damals in Wien. Menschen um die Jahrhundertwende Photographien von Emil MayerDamals in Wien. Menschen um die Jahrhundertwende Photographien von Emil Mayer. 1905-1914
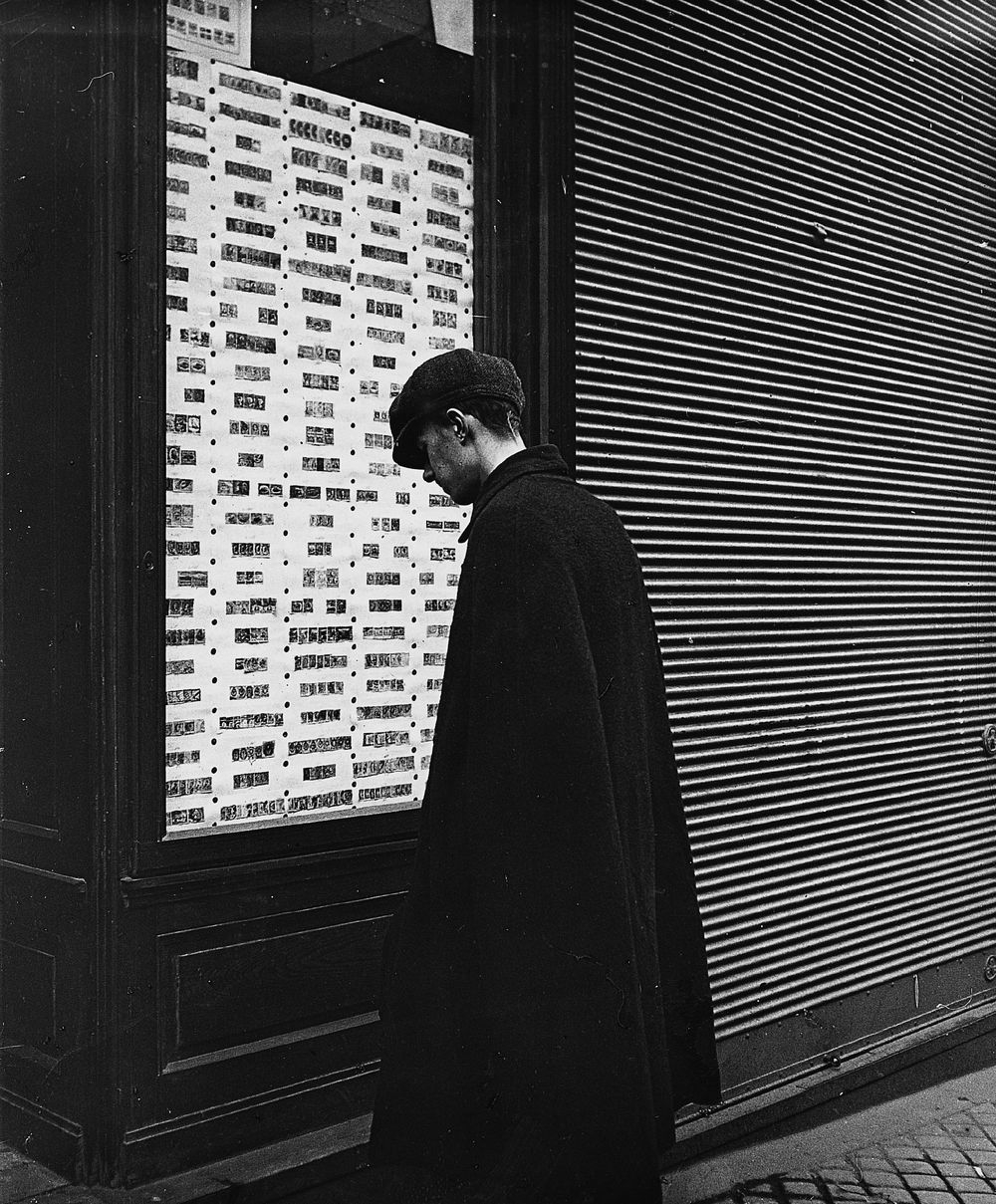
Z knížky Damals in Wien. Menschen um die Jahrhundertwende Photographien von Emil MayerDamals in Wien. Menschen um die Jahrhundertwende Photographien von Emil Mayer. 1905-1914
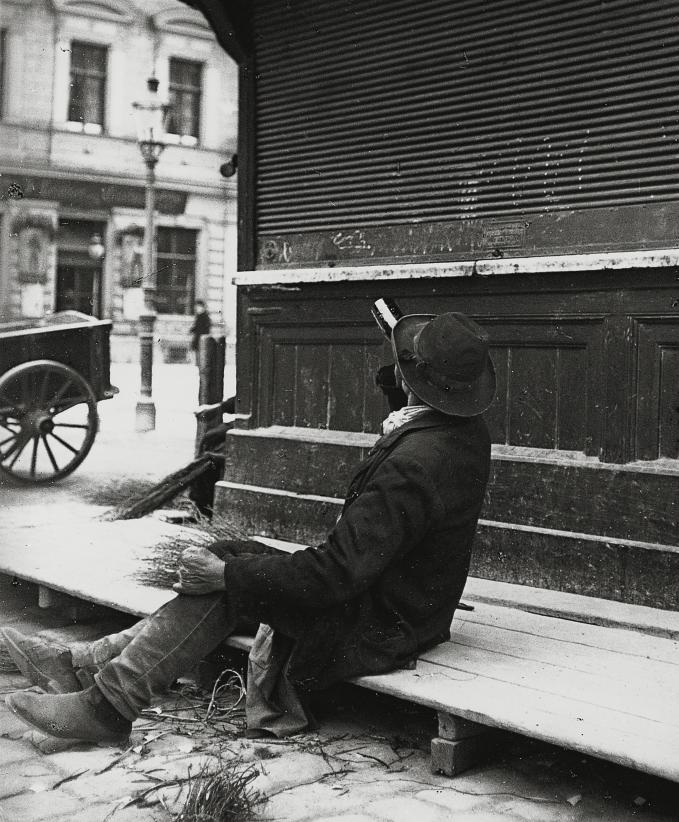
Z knížky Damals in Wien. Menschen um die Jahrhundertwende Photographien von Emil MayerDamals in Wien. Menschen um die Jahrhundertwende Photographien von Emil Mayer. 1905-1914
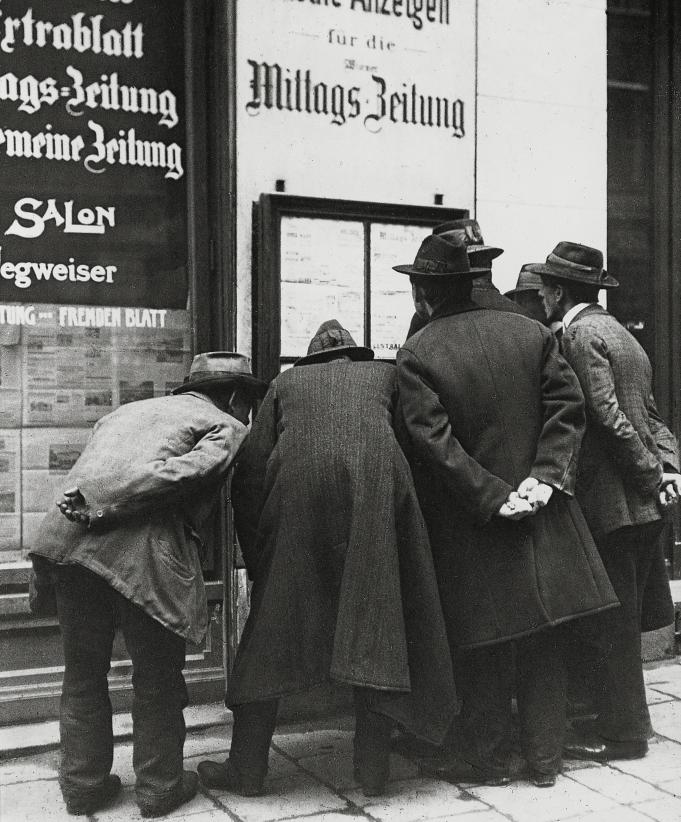
Z knížky Damals in Wien. Menschen um die Jahrhundertwende Photographien von Emil MayerDamals in Wien. Menschen um die Jahrhundertwende Photographien von Emil Mayer. 1905-1914
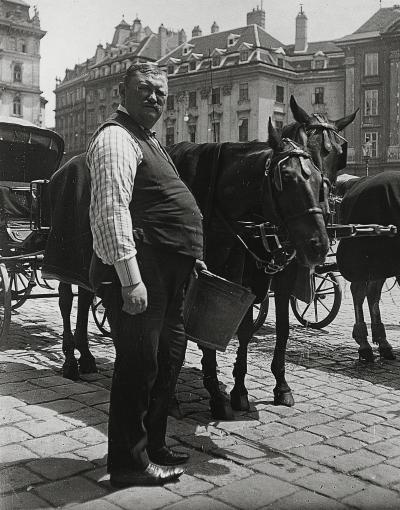
Z knížky Damals in Wien. Menschen um die Jahrhundertwende Photographien von Emil MayerDamals in Wien. Menschen um die Jahrhundertwende Photographien von Emil Mayer. 1905-1914
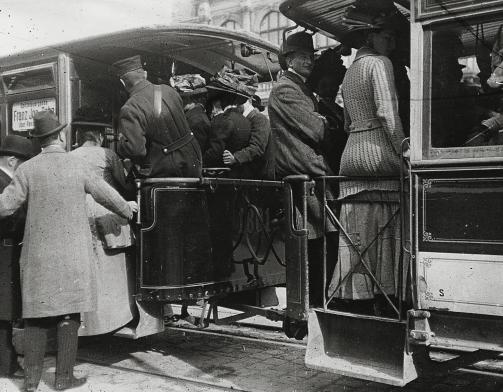
Z knížky Damals in Wien. Menschen um die Jahrhundertwende Photographien von Emil MayerDamals in Wien. Menschen um die Jahrhundertwende Photographien von Emil Mayer. 1905-1914
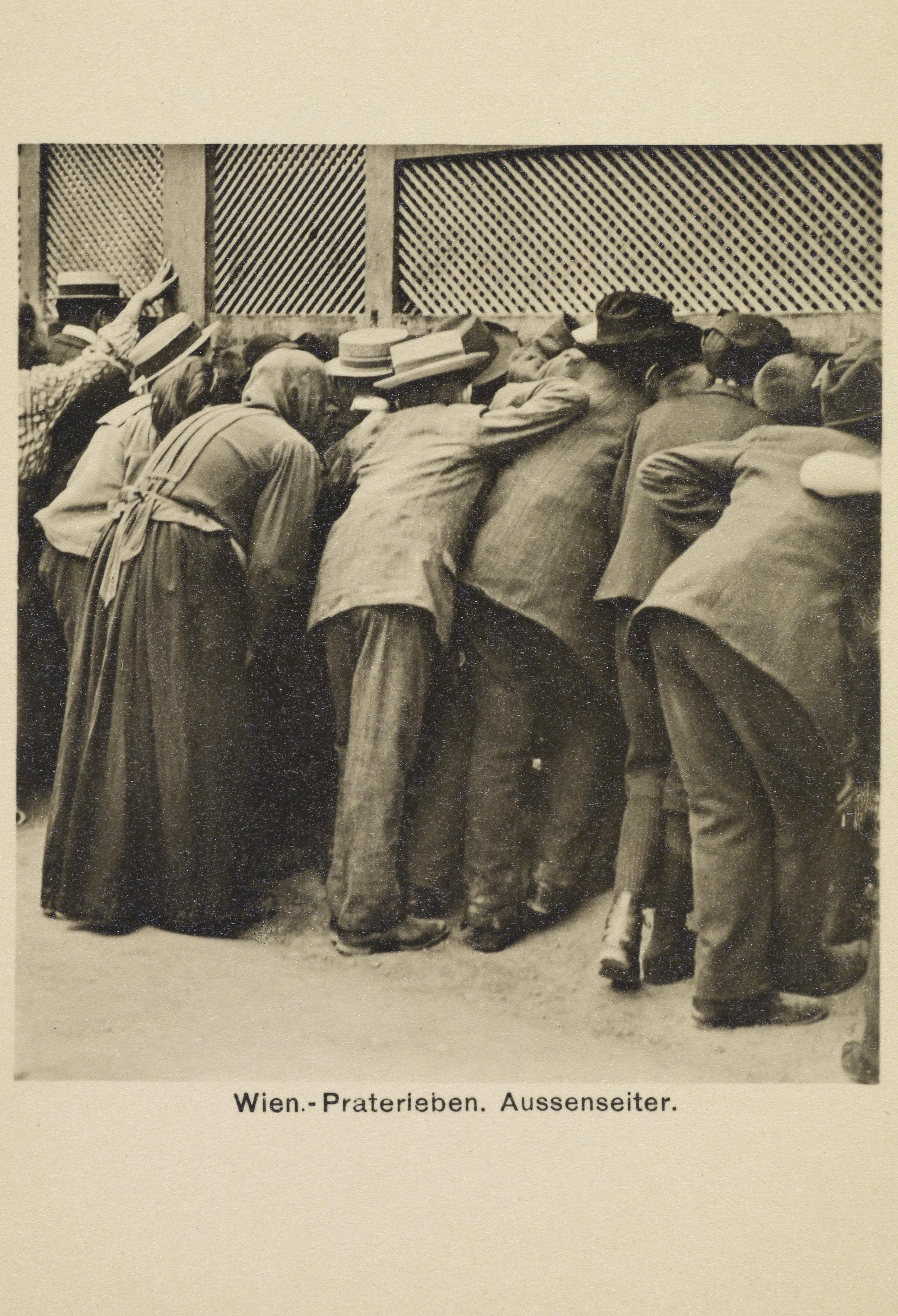
Wien-Praterleben, Aussenseiter asi 1910
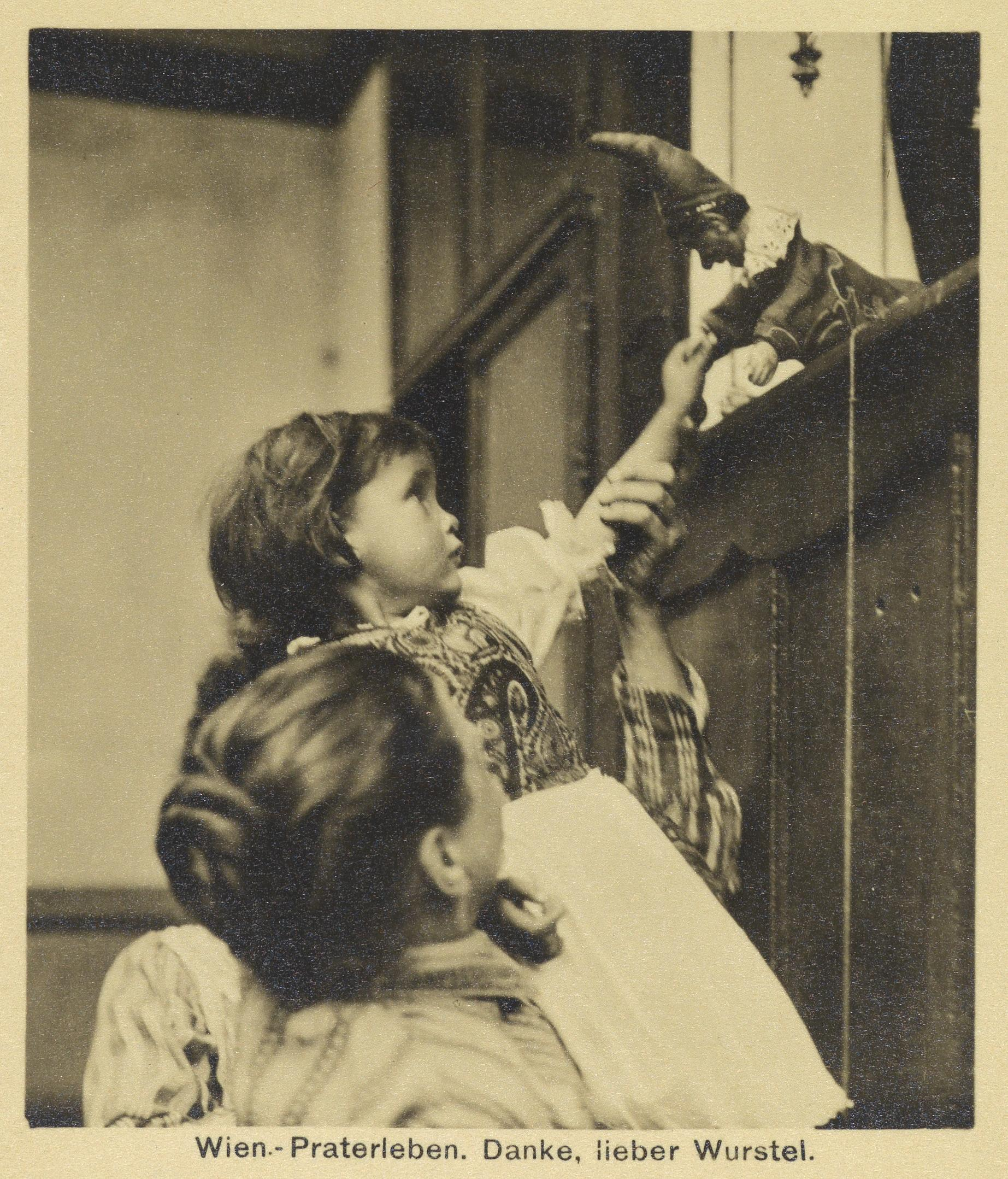
Vídeň - život v Prátru, Děkujeme milý kašpárku, asi 1910
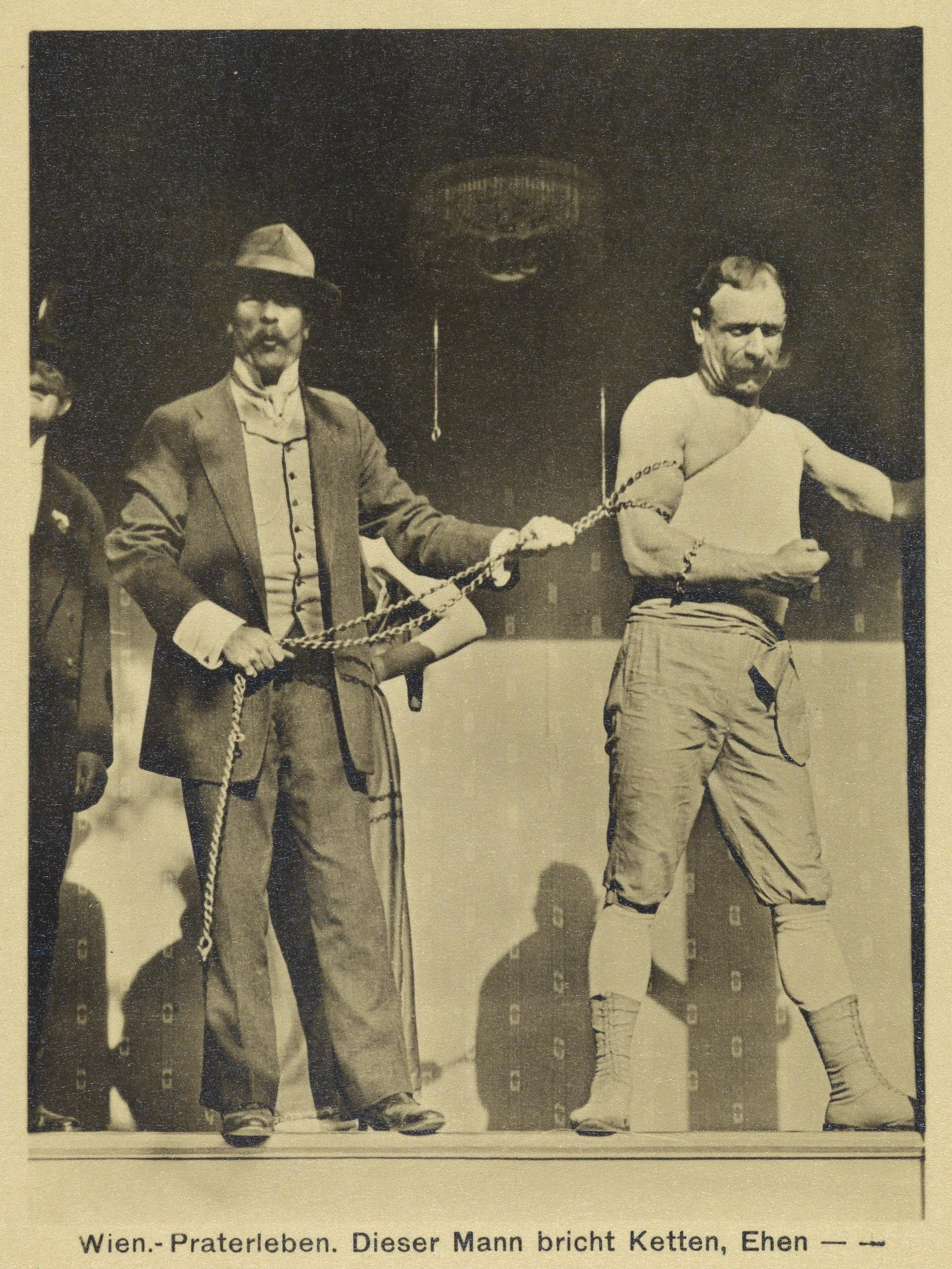
Vídeň - život v Prátru, Tento muž trhá řetězy, asi 1910
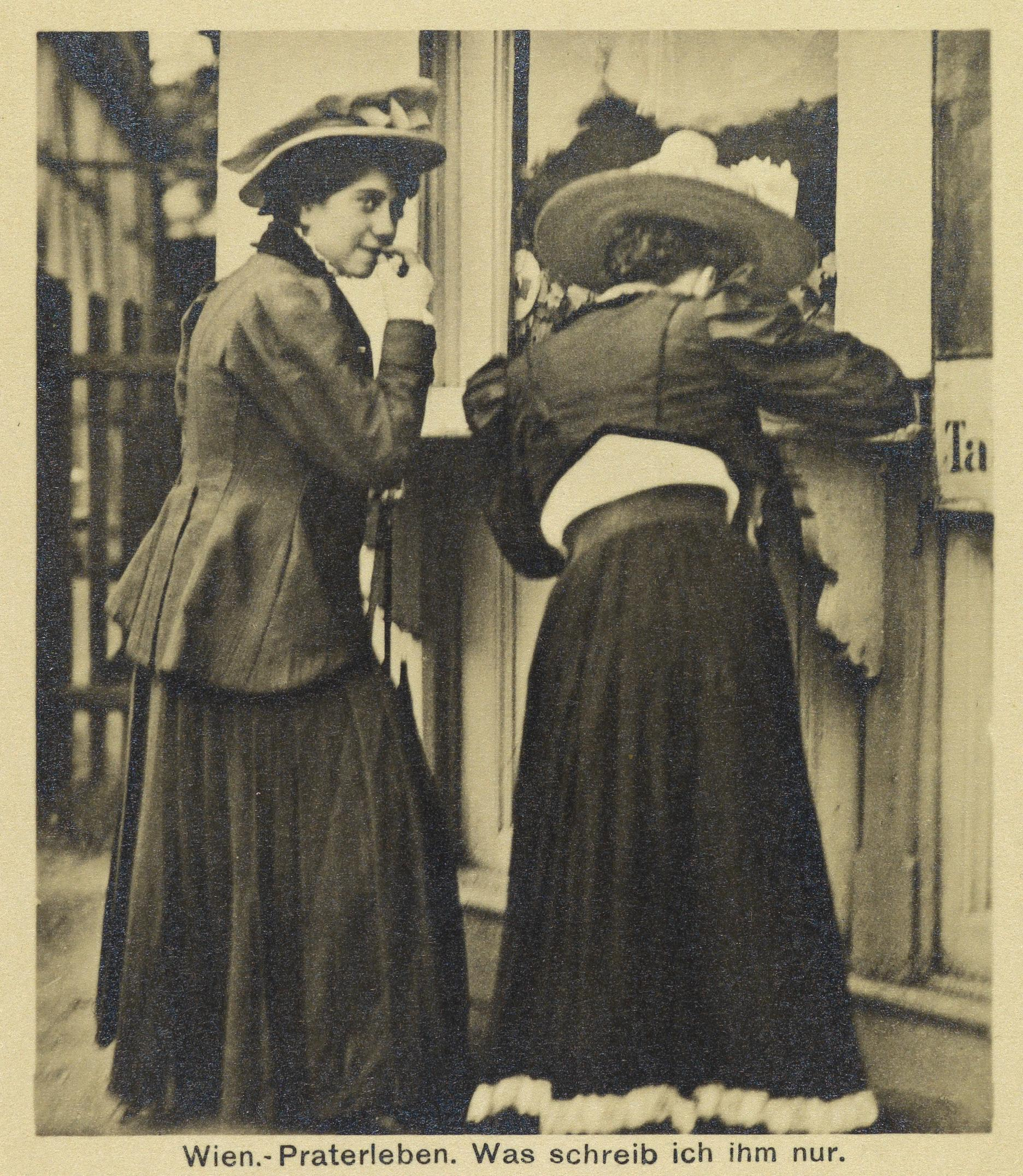
Vídeň - život v Prátru, Co mu asi tak jen napíšu?, asi 1919